# Piglio
Piglio är en ort och kommun i provinsen Frosinone i regionen Lazio i Italien. Kommunen hade 4 581 invånare (2018).